# De Halve Maan

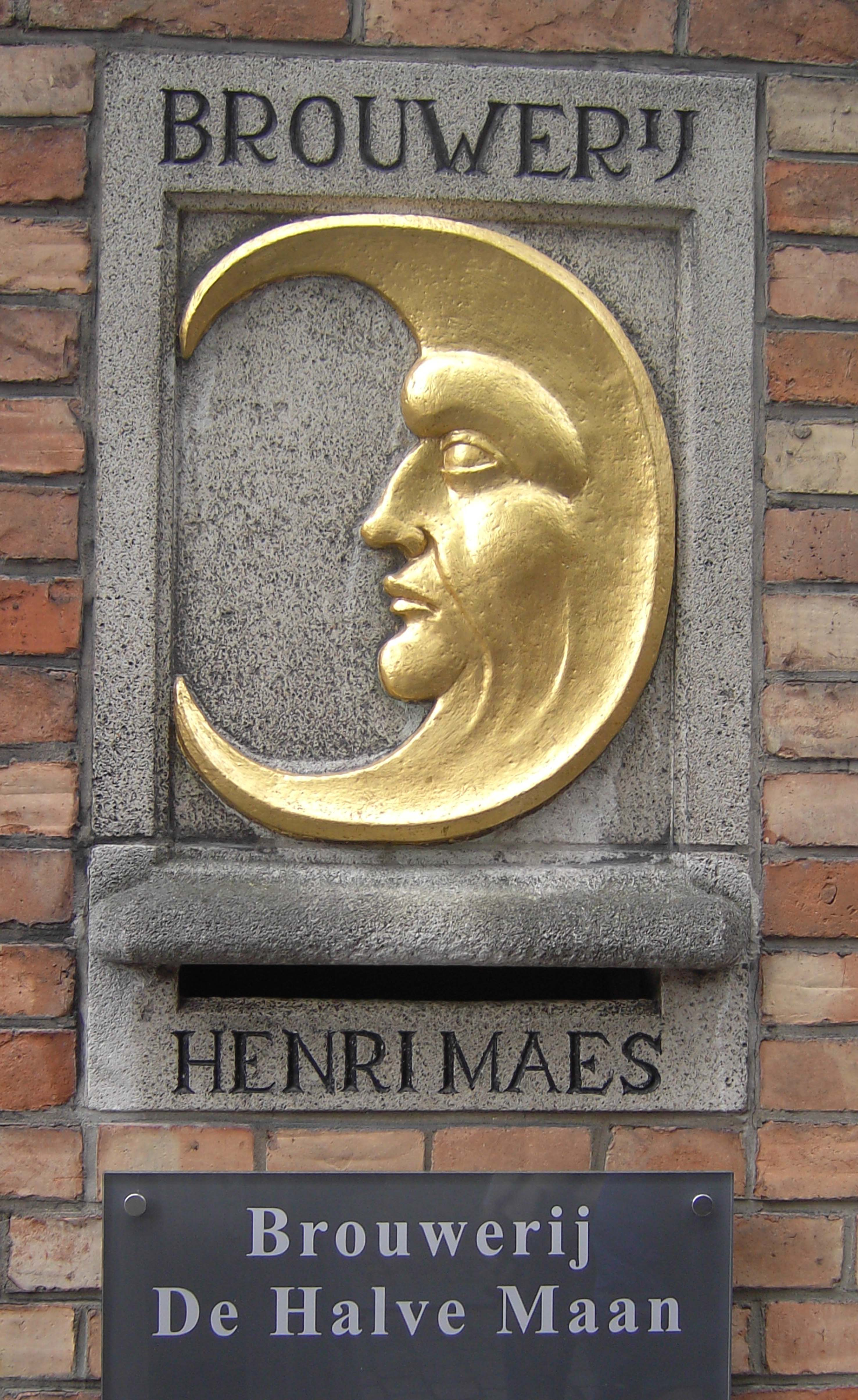
Brauerei De Halve Maan – Hinweis an der Fassade Walplein 26

De Halve Maan (Der Halbe Mond) ist eine belgische Bierbrauerei in der westflämischen Stadt Brügge, die seit 1856 als Familienbetrieb in heute sechster Generation geführt wird. Die Brauerei ist Mitglied der Gesellschaft Belgian Family Brewers.

## Geschichte
Im Stadtregister wird bereits im Jahr 1564 eine Brauerei mit dem Namen Die Maene am Walplein erwähnt. Was in den folgenden Jahrhunderten passierte, ist nicht überliefert. Henri (Leon) Maes erwarb 1856 das Grundstück und baute mit Unterstützung seines Onkels Canon Petrus-Johannes Maes Die Maene zu einer modernen Brauerei aus und gab ihr den Namen De Halve Maan. Das zu dieser Zeit gebraute Bier war trübe, fermentiert und nur begrenzt haltbar. Es wurde in Holztonnen abgefüllt und so auch an die Gaststätten ausgeliefert. Nach dem Tod des Bierbrauers im Jahr 1867 übernahmen die Söhne Henri II und Achère die Anlage. Um besseres und haltbareres Bier herzustellen, erlernte Henri II in englischen Brauereien neueste Techniken und Einsatz anderer Materialien. Nach seiner Rückkehr ließ er eine Mälzerei auf dem Anwesen errichten und braute englische Biere wie Stout und Pale Ale. In den 1880er Jahren schafften sich die Brüder einen modernen Dampfkessel an und konnten den Bierausstoß entsprechend der steigenden Nachfrage stetig erhöhen. Die Brüder starben aber Anfang des 20. Jahrhunderts und so übernahmen die Witwen die Brauereileitung.
Als einer der Söhne, Henri III, alt genug war, wurde er 1919 Geschäftsführer der Brauerei. Wieder war an eine Modernisierung gedacht, und weil Deutschland inzwischen im Brauereibereich führend war, studierte er deutsche Braukunst. Besonders fiel die neuartige Boden-Fermentierung auf; Henry III kehrte mit dem neuen Wissen um 1927 nach Brügge zurück. Mit dem Bau einer neuen Kühlanlage schuf er die Voraussetzungen, hier nun auch Bockbier zu produzieren. Damit konnte er den Umsatz deutlich steigern. Zusätzlich zu Bier produzierte De Halve Maan alsbald auch neue Erfrischungsgetränke wie Cola, Limonade und Wasser. Seine Produkte lieferte er ab sofort mit eigenen Pferdewagen aus. Im Jahr 1946 ergab sich die Möglichkeit einer flächenmäßigen Erweiterung, Henry III kaufte einen Teil des Seehafens dazu. Nun konnten in den vorhandenen Gebäuden umfangreiche Renovierungsarbeiten erfolgen, was ihm die Marktposition sicherte. Inzwischen war sein Sohn, Henri IV. genannt, auch Bierbrauer geworden und half im Unternehmen tatkräftig mit. Als Abnehmer hatten sich mittlerweile Privatleute mit neu gebauten Eigenheimen etabliert. Weiterhin lieferte die Brauerei selbst aus, schaffte sich aber neben Pferdewagen nun auch Lkw an. – Durch die sich in den 1970er Jahren ausbreitenden Lebensmitteldiscounter entstand jedoch starke Konkurrenz. Um diese Ketten beliefern zu können, reichte die Kapazität der Brauerei De Halve Maan nicht aus. Die Firmenleitung, verstärkt durch Henris Tochter Véronique, konzentrierte sich nun wieder mehr auf den Heimatort, ließ in Brügge auf einem öffentlichen Platz die Statue Heiliger Arnold, der als Schutzpatron der Brauer gilt, errichten und braute zur Einweihung ein besonders fermentiertes, obergäriges Bier. Das Bier erhielt nach den verschiedenen Generationen von Henri Maes die Bezeichnung Straffe Hendrik  und wurde ein großer Erfolg.
Mitte der 1980er Jahre wurde die bisherige Privatfabrik in eine öffentlich zugängliche Hausbrauerei umgewandelt. Die ehemaligen Abfüllanlagen und die Mälzerei wurden zu Schankräumen umgebaut. Véronique Maes ließ die historischen Brauereianlagen restaurieren und führte sie nun als Museum. Den Markennamen Straffe Hendrik verkaufte sie 1988 an die Brouwerij Riva in Dentergem. Die Produktion in Brügge wurde stark reduziert, endete schließlich im Jahr 2002 und wurde in Dentergem fortgesetzt.
Doch der Sohn von Véronique Maes, Xavier Vanneste, hat die Brauerei in Brügge im Jahr 2005 nach einer gründlichen Renovierung und Modernisierung wieder in Betrieb genommen. Das neue Brugse Zot-Bier wurde auf den Markt gebracht und machte Furore. Nach dem Gewinn mehrerer prestigeträchtige Qualitätspreise auf höchstem Niveau für das Bier
baute Xavier Vanneste die Kapazitäten in Brügge bereits aus. Als neue Attrakltion gelang es ihm 2005 das Brauereimuseum der ehemaligen Brauerei De Gouden Boom, deren Gebäude an einen Projektentwickler verkauft worden waren, im Keller von De Halve Maan einzurichten. Dramatisch wurde es, als die Brauerei in Dentergem im Jahr 2007 insolvent wurde, die Biermarke Brugse Straffe Hendrik ging zunächst an Duvel Moortgat. Vanneste konnte die eingeführte Marke 2008 von Duvel Moortgat zurückerwerben. Die Brauerei De Halve Maan stellte ab sofort wieder die Sorten Straffe Hendrik sowie Brugse Zot und ab Herbst 2008 - Brugse Bok her.

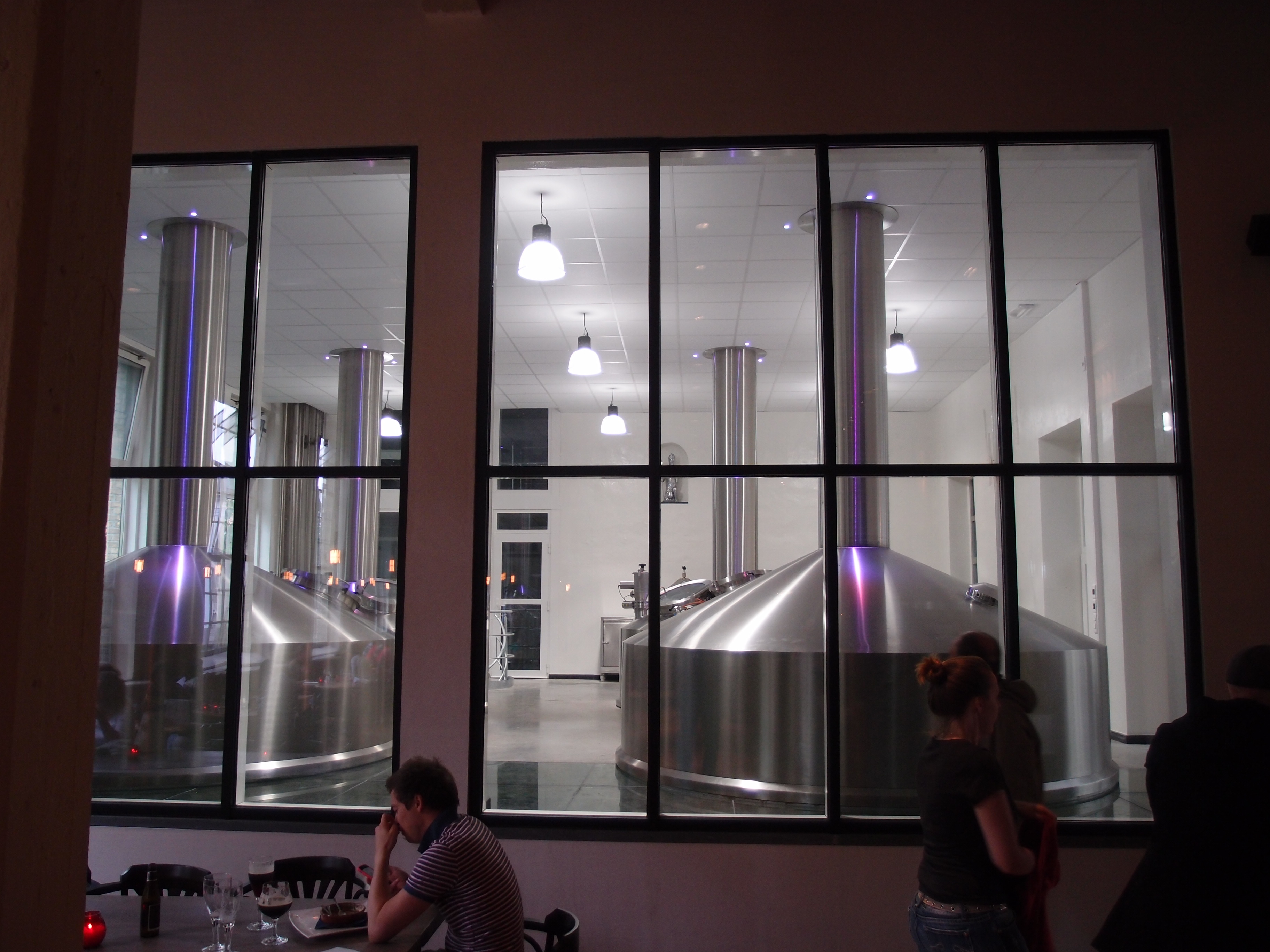
Blick in den Brausaal, 2014

Im Jahr 2010 hat De Halve Maan Flächen im Gewerbegebiet Waggelwater hinzugekauft und dort eine moderne Abfüllanlage und ein eigenes Logistikzentrum aufgebaut. Für diese Erweiterungen war die Übernahme der deutschen Brauerei Wolf aus Fuchsstadt erfolgt, von dort kamen eine Flaschenabfüllanlage und eine Fasslinie nach Brügge.
Entsprechend dem geänderten Kundengeschmack brachte Vanneste im Herbst 2010 Straffe Hendrik Quadrupel auf den Markt, eine Variation des dreifachen Straffe Hendrik mit einem Alkoholanteil von 11 Prozent.
Der nächste Erweiterungsschritt erfolgte 2019, als De Halve Maan die Produktion und Vermarktung des Weizenbiers Brugs Tarwebier von Alken-Maes übernahm. Anschließend ließ Vanneste das Rezept mehr in Richtung des zuerst gebrauten Originals der Brauerei De gouden Boom anpassen, denn dieses war durch stetige Eigentumsänderungen immer wieder verändert worden.

## Bierleitung

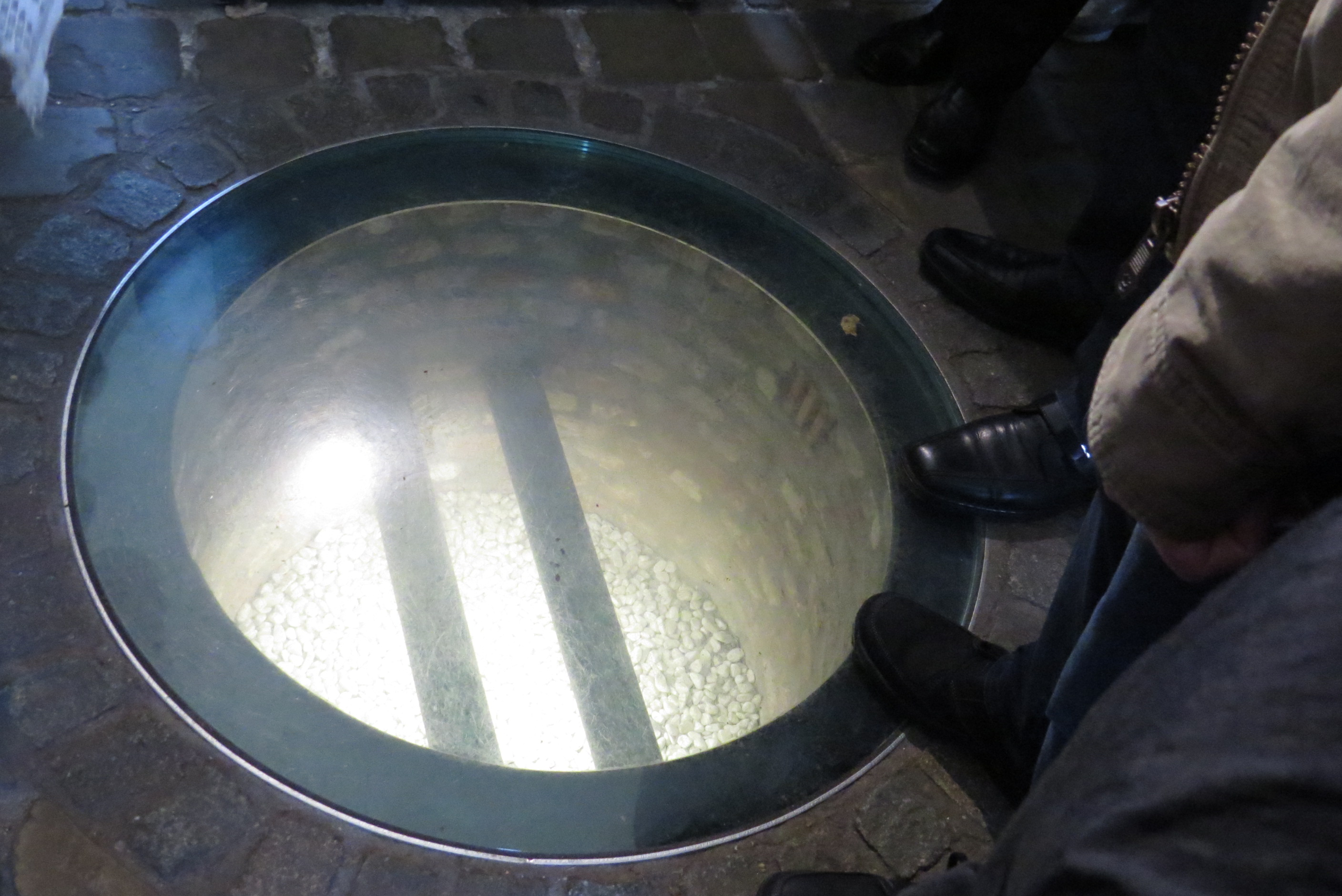
Sicht auf die Bierpipeline

Zur Verbesserung der Ökobilanz hat De Halve Maan im September 2016 eine Doppelbierpipeline in Betrieb genommen, die die Brauerei am Walplein mit der Abfüllanlage in Waggelwater verbindet. Die 3,2 km lange und an einigen Stellen 34 m tief unter der Erde verlaufende Pipeline transportiert Brugse Zot und Straffe Hendrik. Die Leitung ersetzt dauerhaft die Biertankwagen, die rund fünf Millionen Liter durch die Stadt transportierten. An einer Stelle im Durchgang zum Gasthaus ist ein Sichtfenster angelegt worden (siehe Bild).

## Marken
- Brugse Zot (Blond, 6 %)
- Brugse Zot Dubbel (Bruin, 7,5 %)
- Brugse Bok (Bruin, 6,5 %)
- Brugse SportZot (0,4 %)
- Straffe Hendrik Tripel (Blond, 9 %)
- Straffe Hendrik Quadrupel (Bruin, 11 %)
- Straffe Hendrik (Bruin, 8,5 %)
- Straffe Hendrik Wild (9 %)
- Brugs Tarwebier (4,8 %)

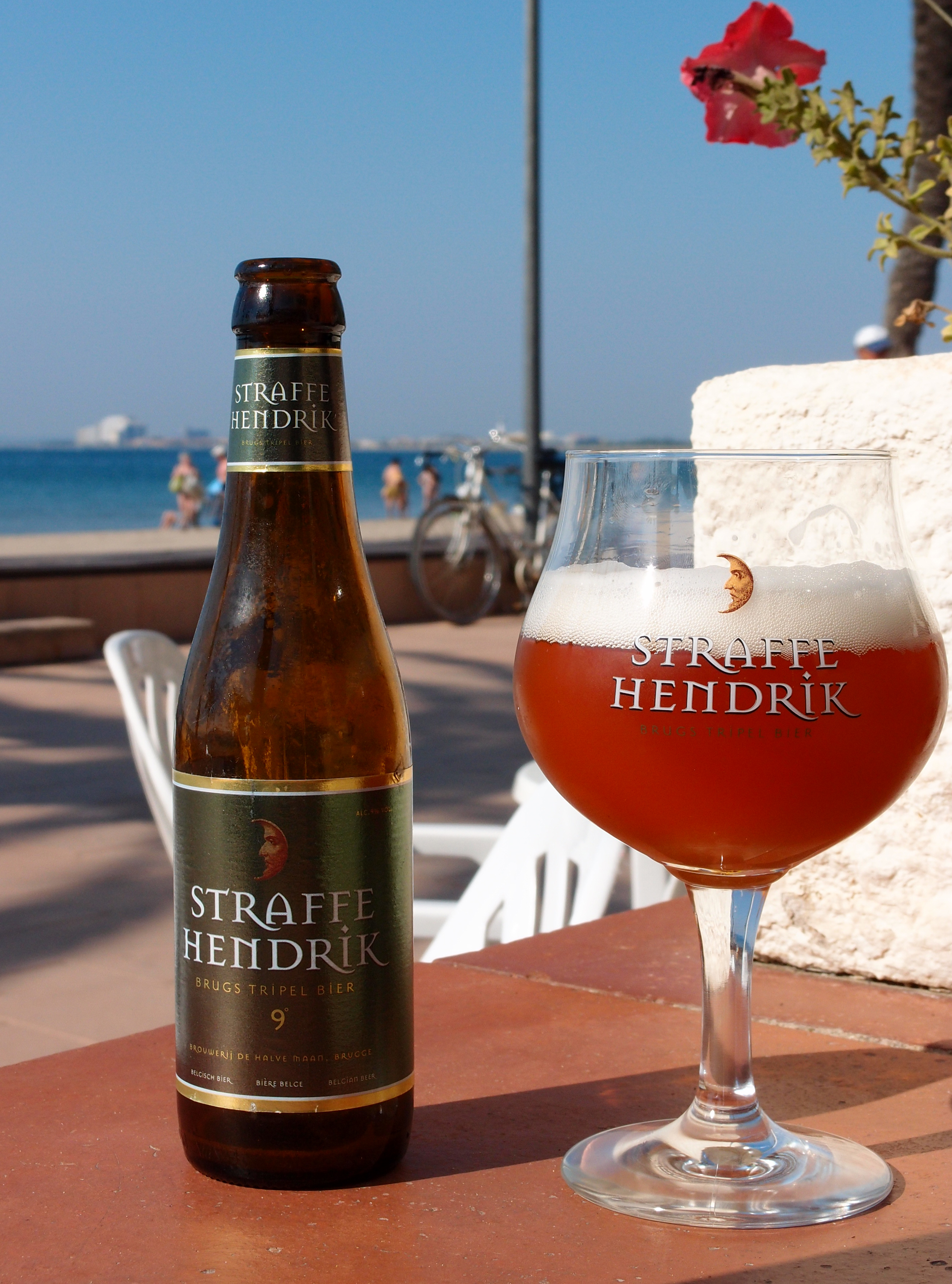
Straffe Hendrik Tripel
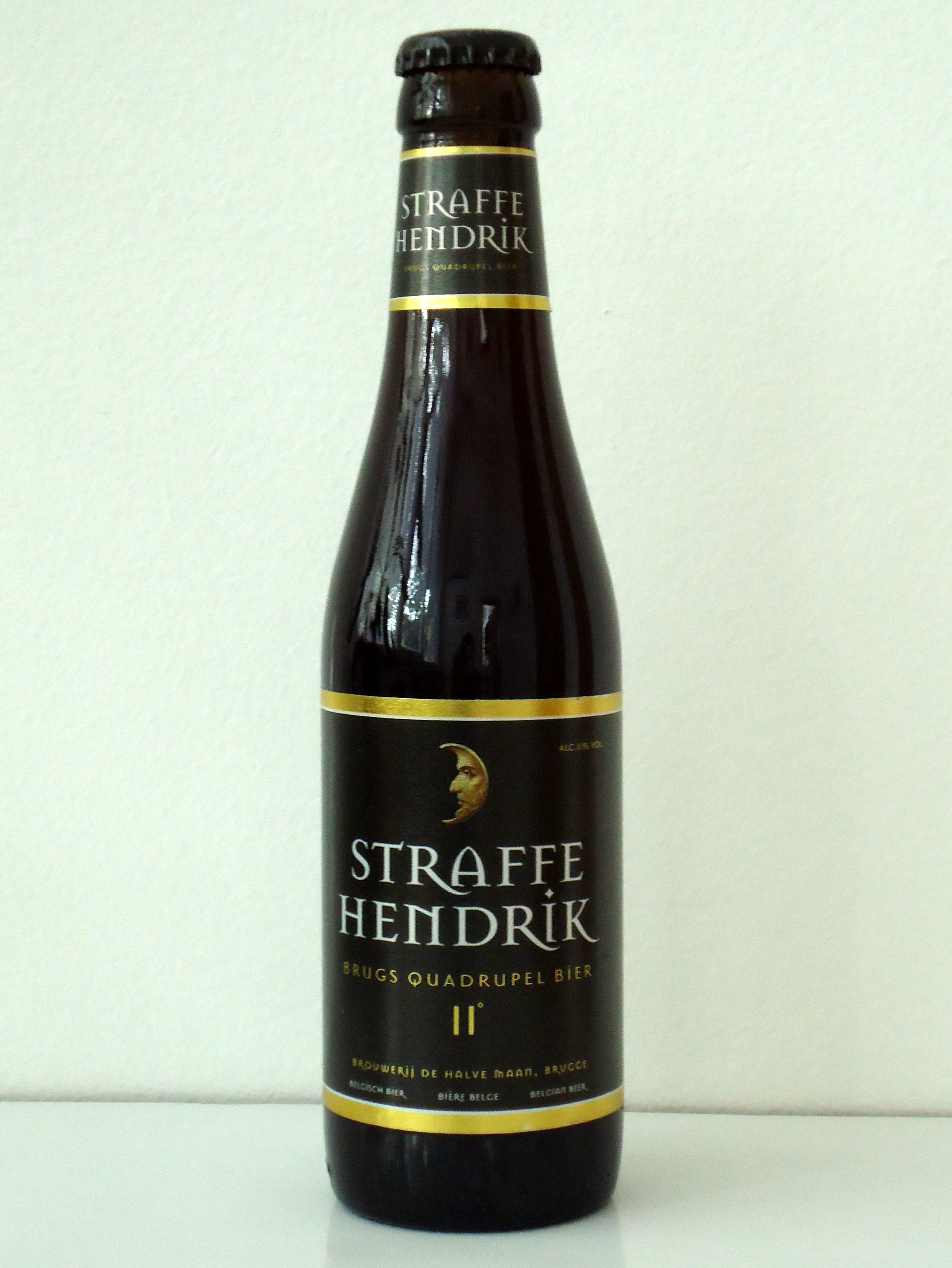
Straffe Hendrik Quadrupel
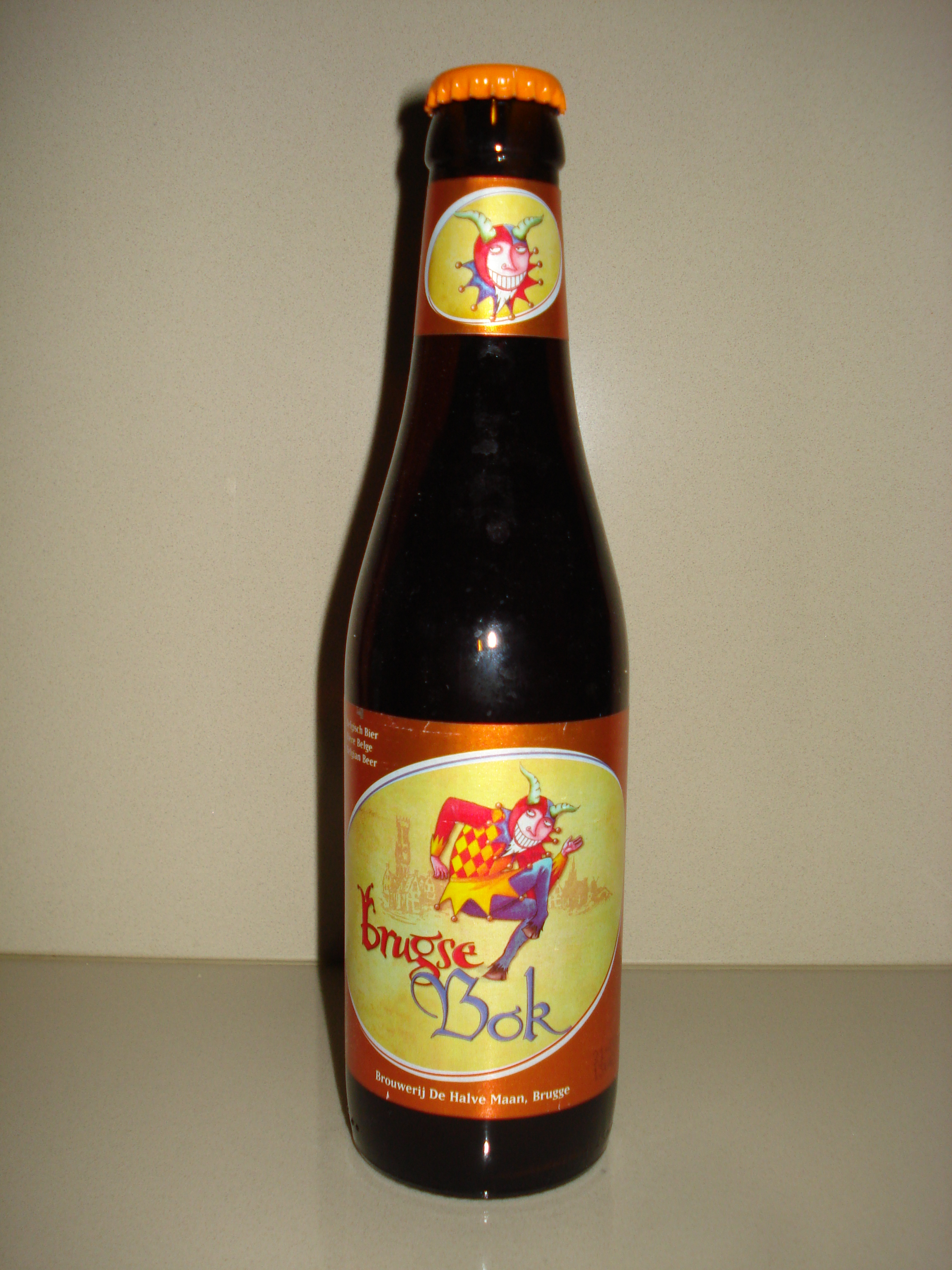
Brugse Bok
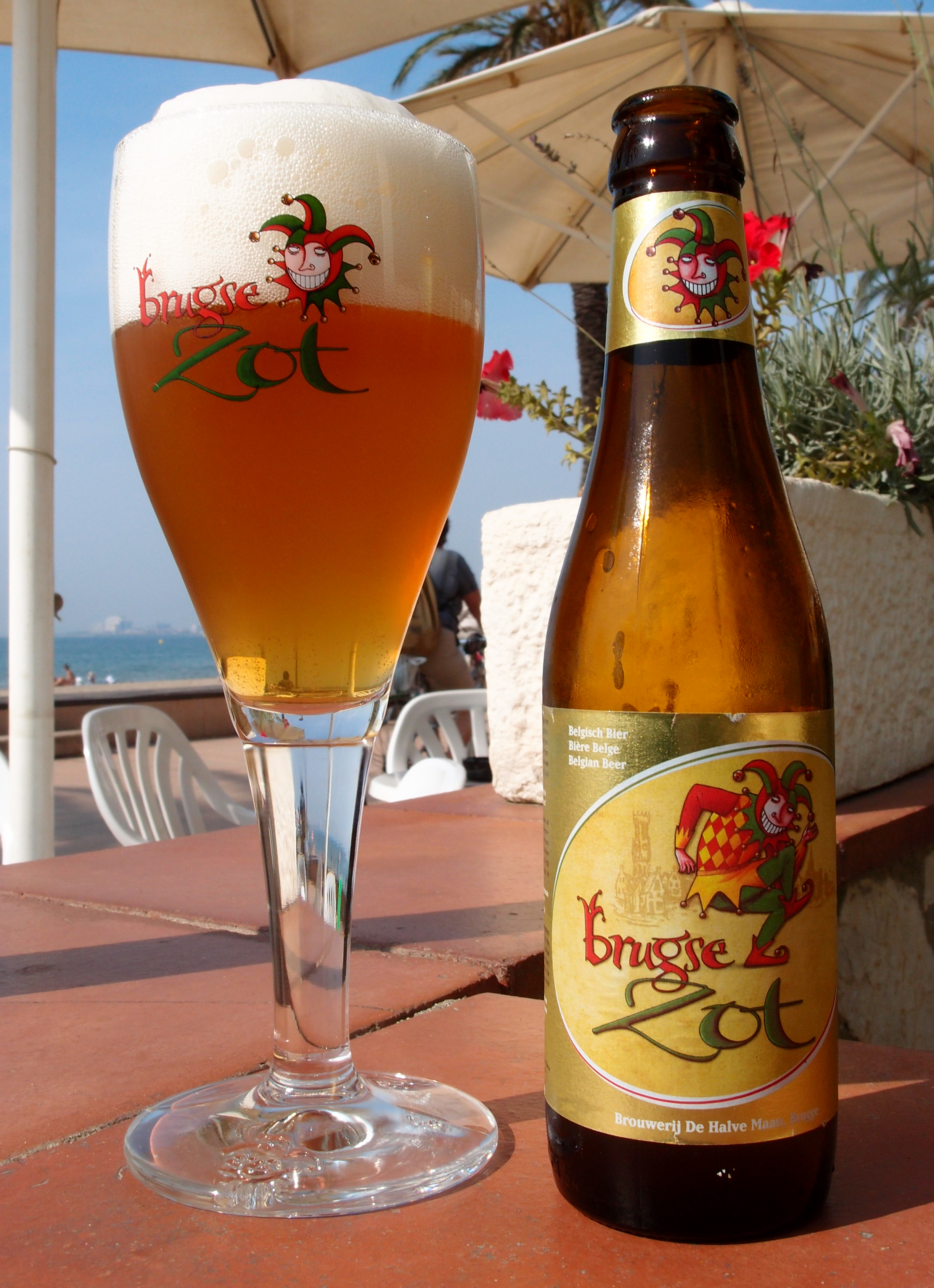
Brugse Zot (Blond)

## Internationale Auszeichnungen
Das Bier Brugse Zot Blond der Brauerei De Halve Maan gewann unter anderem folgenden internationalen Bestpreis:
- World's Best Belgian Style Blonde 2012[2]

## Fotos

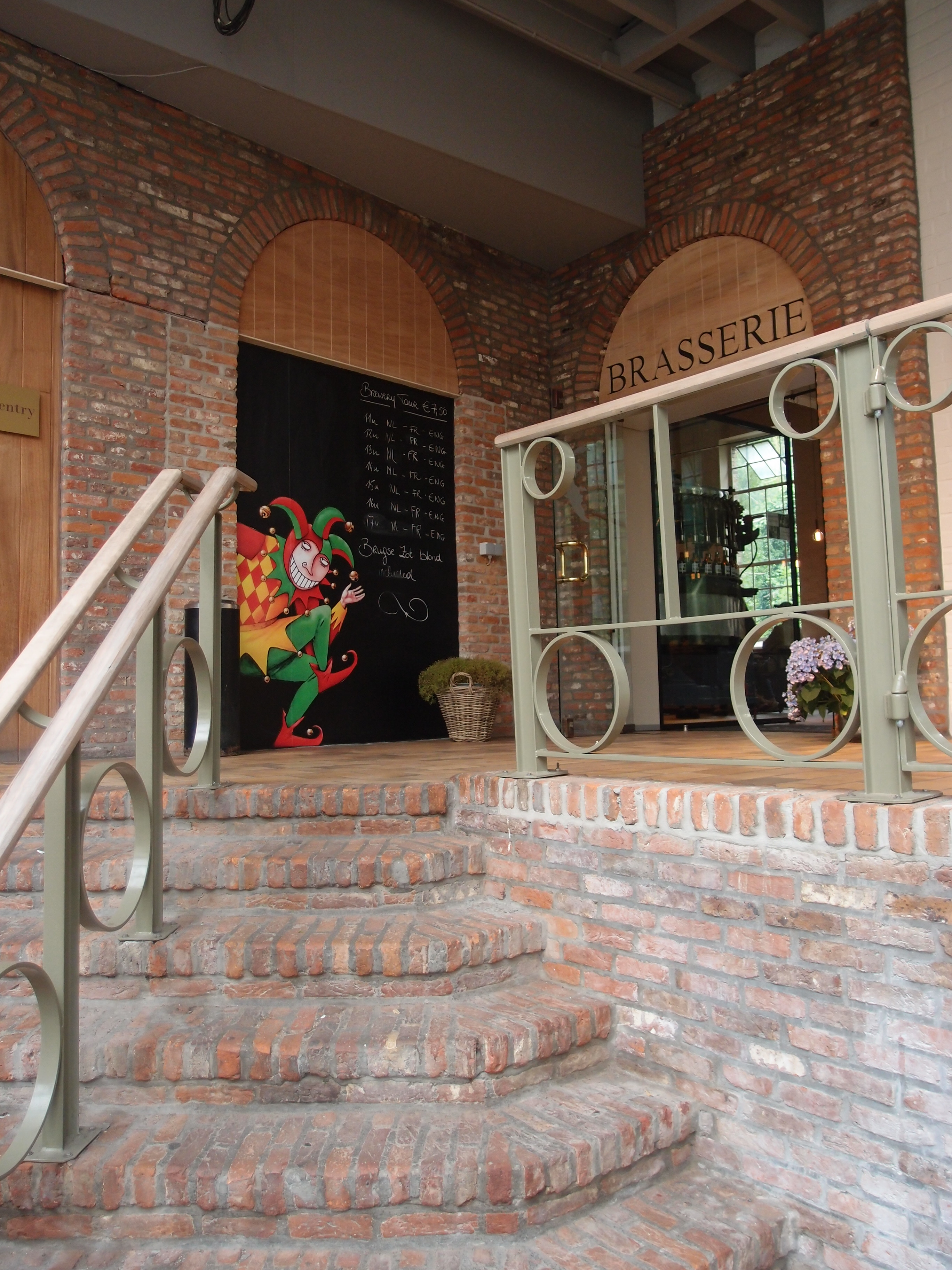
Zugang zur Brauerei
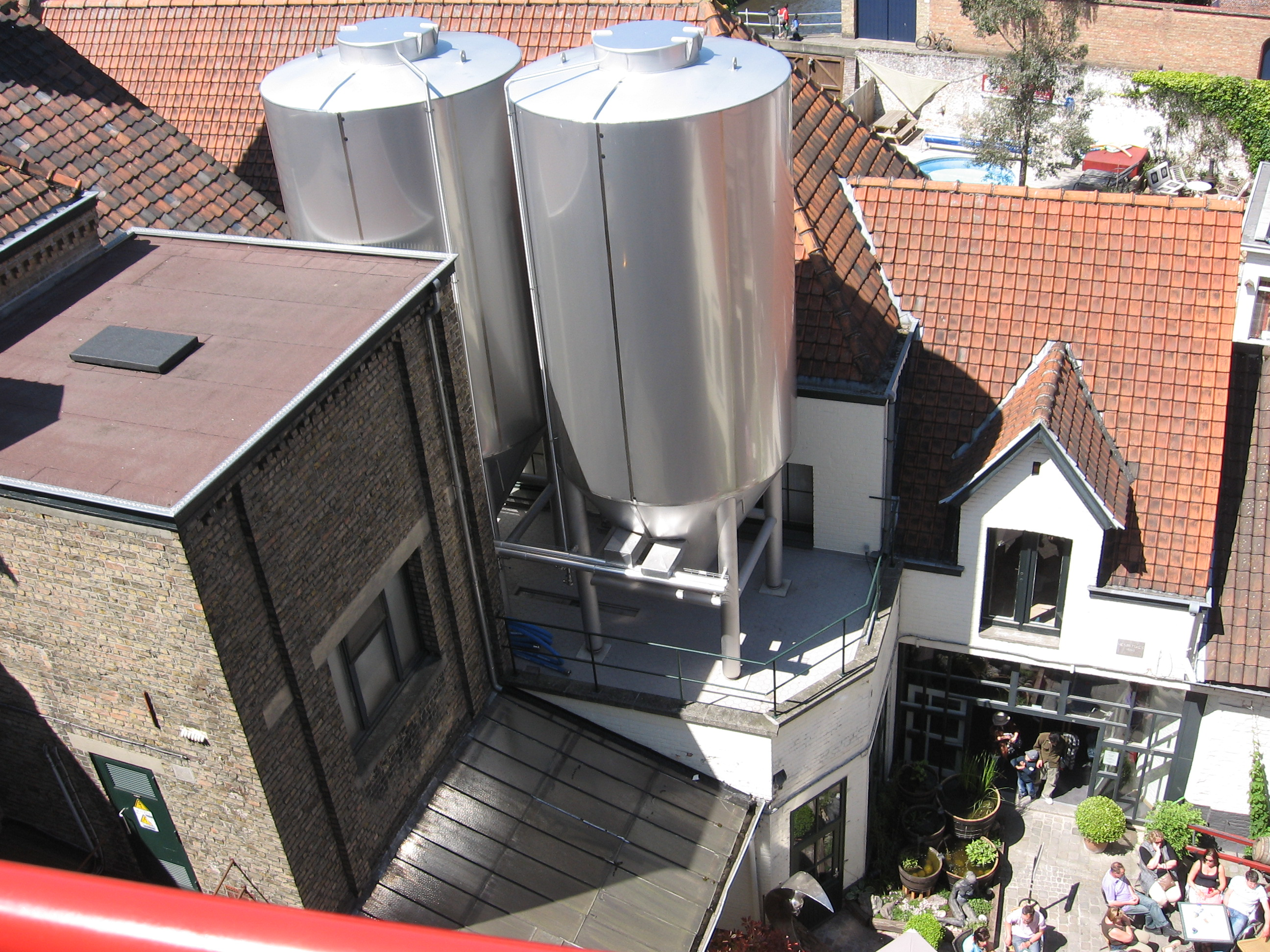
Brauerei (Teilansicht)
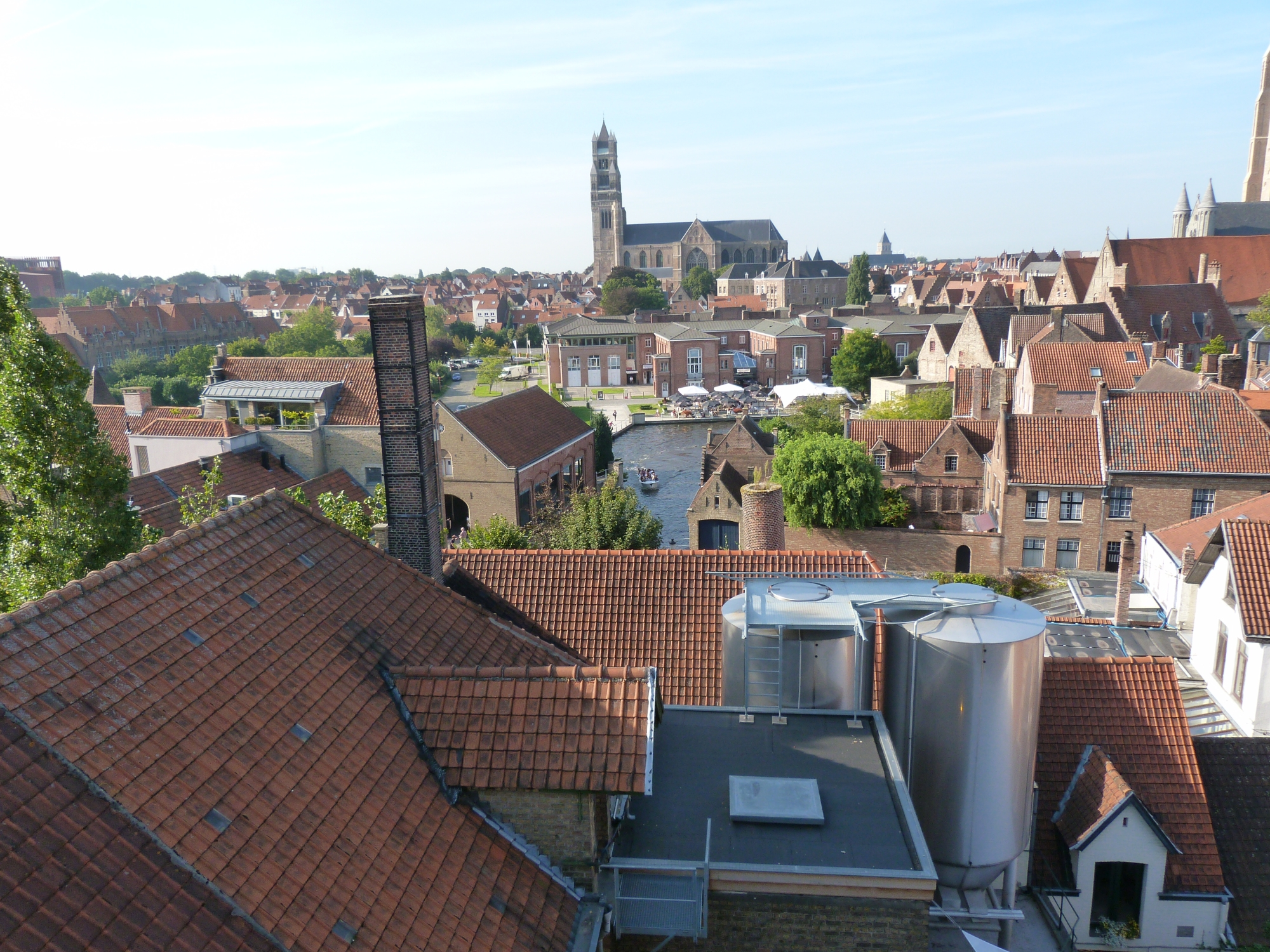
Brauerei (Teilansicht)